# Dezhou

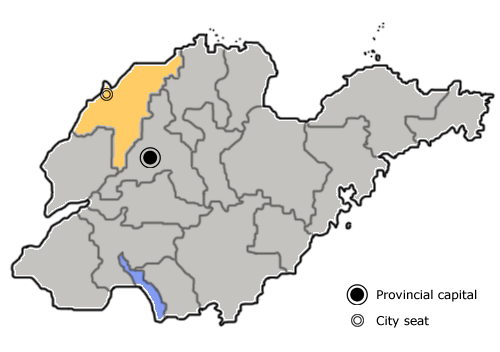
Lage Dezhous in Shandong

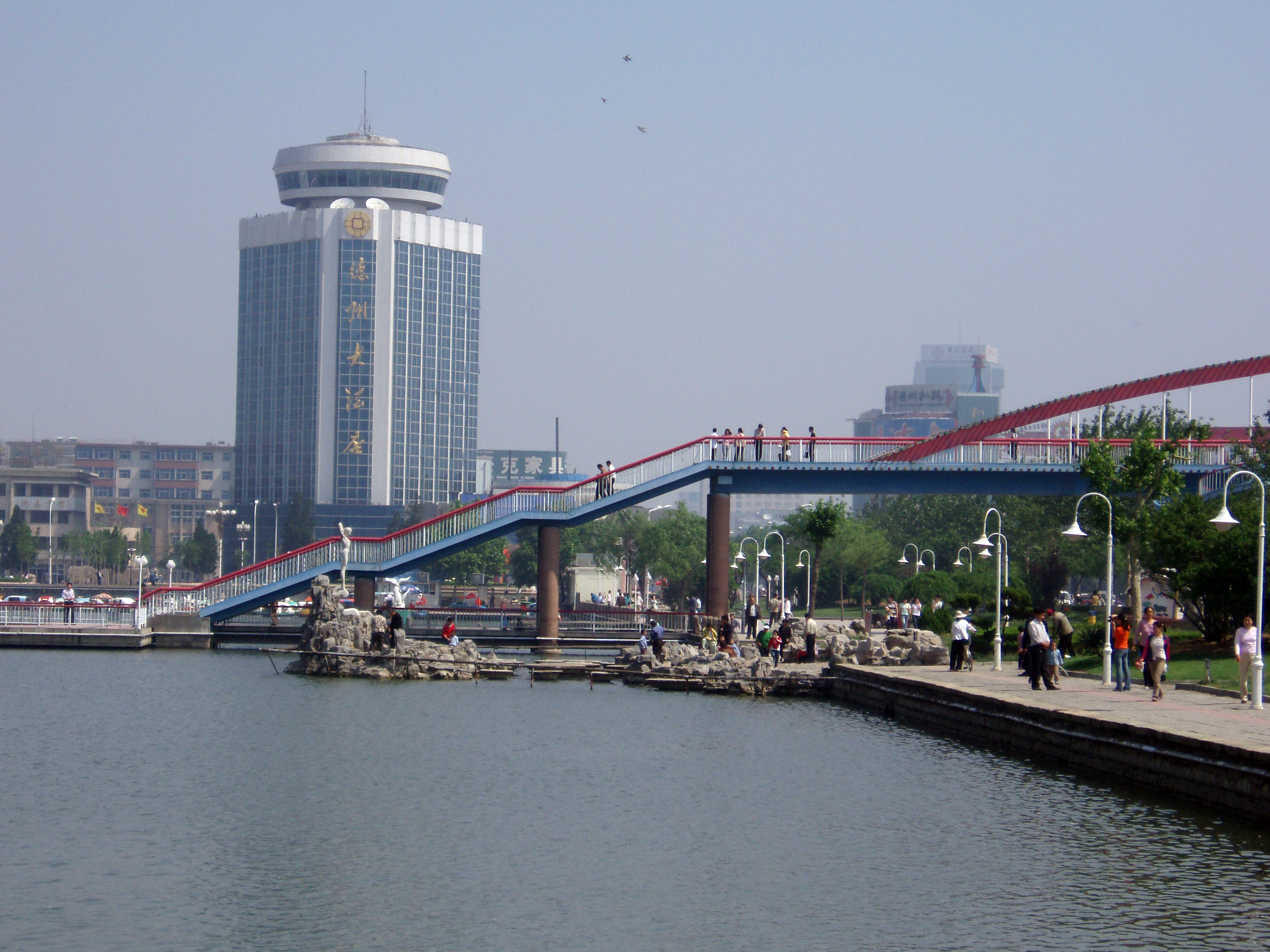
Dezhou

Dezhou (chinesisch 德州市, Pinyin Dézhōu shì) ist eine bezirksfreie Stadt im äußersten Nordwesten der chinesischen Provinz Shandong. Dezhou hat eine Fläche von 10.356 km² und 5.611.194 Einwohner (Stand: Zensus 2020). In dem eigentlichen städtischen Siedlungsgebiet leben 526.232 Menschen (Stand: Zensus 2010). Die japanische Partnerstadt Dezhous ist Niihama in der japanischen Präfektur Ehime.

## Geschichte
Besonders interessant und kulturhistorisch wertvoll ist in Dezhou das Grab des Königs der Sulu-Inseln, das von den einheimischen Hui gepflegt wird. Das Grab liegt im Norden des Innenstadtbezirks Decheng, in einem kleinen Dorf namens Beiying. Hier leben 710 Hui (1990), die überwiegend Nachfahren zweier Söhne (Andulu und Wenhala) eines Königs der Ureinwohner von den Sulu-Inseln (heutige Philippinen) sind. Der Sulu-König war im Jahre Yongle 15 (1417) mit einer 340-köpfigen Delegation auf Staatsbesuch am Hof der Ming-Dynastie gewesen und auf dem Heimweg in Dezhou verstorben. Seine beiden jüngeren Söhne blieben am Grab zurück, traten mit drei örtlichen Hui-Familien (Xia, Ma und Chen) in Heiratsbeziehungen und begründeten die Familien An und Wen. Im Jahre Yongzheng 9 (1731) bekam ihre inzwischen auf 193 Personen angewachsene Nachkommenschaft vom Qing-Kaiser die chinesische Staatsbürgerschaft verliehen. Das Grab des Königs von Sulu steht seit 1988 auf der Liste der Denkmäler der Volksrepublik China.

## Administrative Gliederung
Die Stadt Dezhou setzt sich auf Kreisebene aus zwei Stadtbezirken, sieben Kreisen und zwei kreisfreien Städten zusammen. Diese sind (Stand: Zensus 2010):

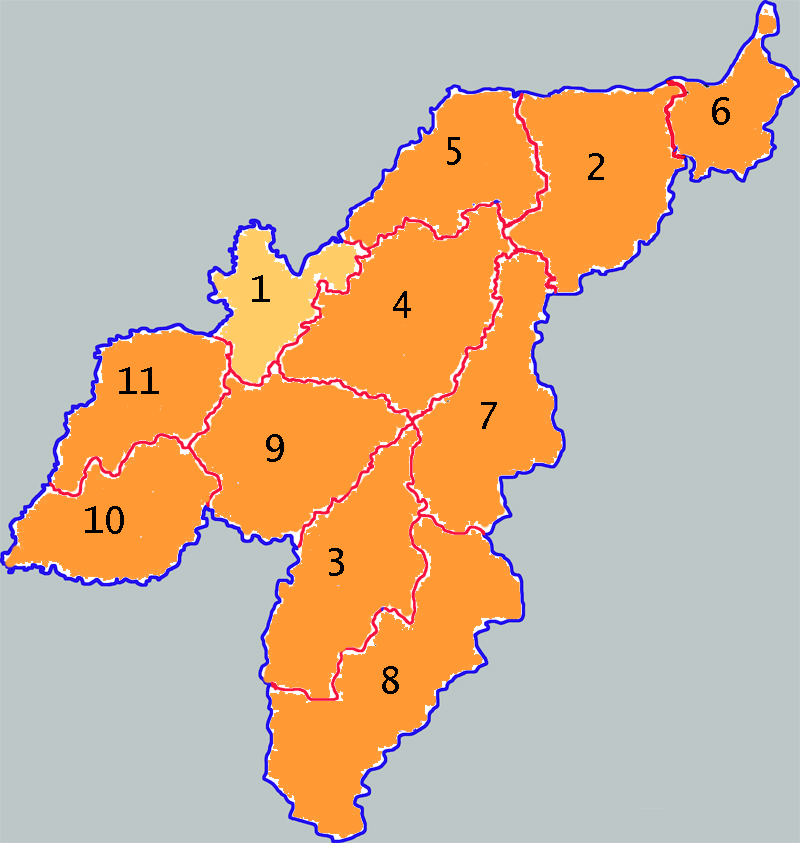

- Stadtbezirk Decheng (德城区), 539 km², 679.535 Einw.;
- Stadtbezirk Lingcheng (陵城区), 1.213 km², 569.007 Einw., Hauptort: Großgemeinde Lingcheng (陵城镇);
- Kreis Pingyuan (平原县), 1.047 km², 442.948 Einw., Hauptort: Großgemeinde Pingyuan (平原镇);
- Kreis Xiajin (夏津县), 882 km², 500.514 Einw., Hauptort: Großgemeinde Xiajin (夏津镇);
- Kreis Wucheng (武城县), 751 km², 376.063 Einw., Hauptort: Großgemeinde Wucheng (武城镇);
- Kreis Qihe (齐河县), 1.411 km², 602.042 Einw., Hauptort: Großgemeinde Yancheng (晏城镇);
- Kreis Linyi (临邑县), 1.016 km², 511.105 Einw., Hauptort: Großgemeinde Linyi (临邑镇);
- Kreis Ningjin (宁津县), 833 km², 449.891 Einw., Hauptort: Großgemeinde Ningjin (宁津镇);
- Kreis Qingyun (庆云县), 502 km², 294.684 Einw., Hauptort: Großgemeinde Qingyun (庆云镇);
- Stadt Laoling (乐陵市), 1.172 km², 652.415 Einw.;
- Stadt Yucheng (禹城市), 991 km², 490.031 Einw.